# Autoglass Classic 1993, парний розряд
В парному розряді жіночого тенісного турніру Brighton International 1993, що проходив у рамках Туру WTA 1993, Лаура Голарса і Наталія Медведєва виграли титул, у фіналі перемігши пару Анке Губер і Лариса Нейланд 6-3, 1-6, 6-4